# Blekinge kontrakt
Blekinge kontrakt är ett kontrakt i Lunds stift inom Svenska kyrkan som omfattar alla församlingar och pastorat i Blekinge. 

## Administrativ historik
Kontraktet bildades 2021 genom en utökning av Karlskrona-Ronneby kontrakt med Listers och Bräkne kontrakt samtidigt som namnändring till Blekinge kontrakt skedde. 
Kontraktskoden är 0719. 